# Gabriella

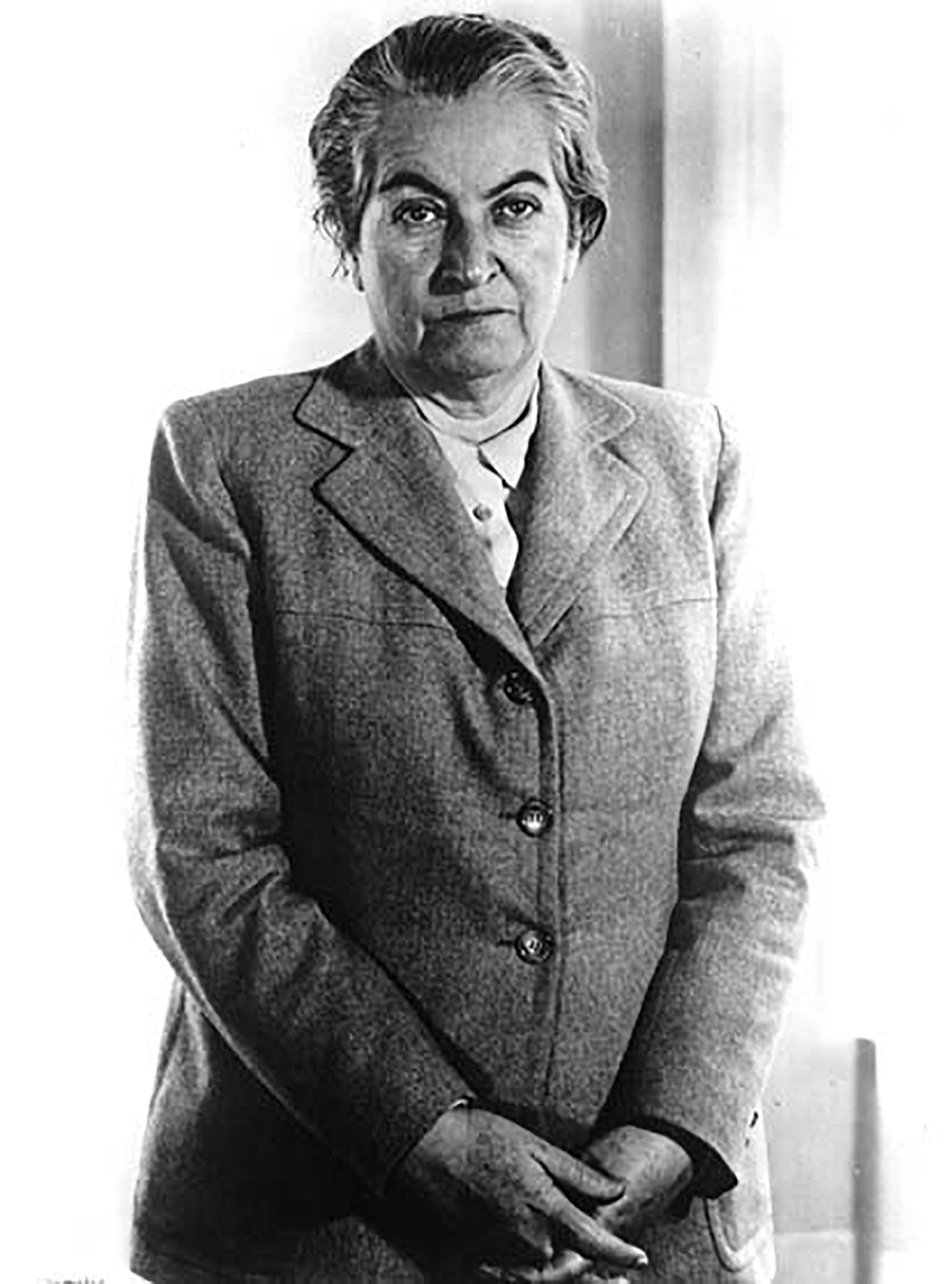
Gabriela Mistral

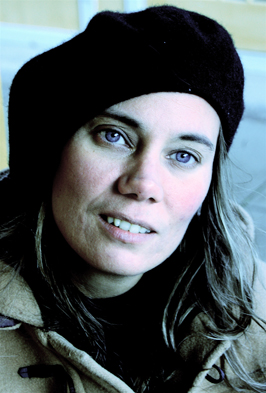
Gabriella Håkansson

Kvinnonamnet Gabriella eller Gabriela är den feminina formen av Gabriel. Det är ett hebreiskt namn med betydelsen Guds kämpe. Namnet har använts som dopnamn i Sverige sedan början på 1700-talet.. Den franska varianten av namnet är Gabrielle.
Den 31 december 2014 fanns det totalt 13 118 kvinnor folkbokförda i Sverige med namnet Gabriella eller Gabriela, varav 6 824 bar det som tilltalsnamn.
Namnsdag: 19 februari. I den finlandssvenska namnsdagslängden har Gabriella namnsdag 24 mars sedan starten 1929, då en egen namnsdagskalender togs i bruk för finlandssvenskar, med undantag av 1950–1972 då namnsdagen var 20 april.

## Personer med namnet Gabriella/Gabriela
- Gabriella av Monaco, monegaskisk prinsessa, dotter till furste Albert II av Monaco
- Gabriela Adameșteanu, rumänsk författare
- Gabriella Ahlström, svensk journalist och författare
- Gabriella Boris, svensk skådespelare
- Gabriella Cilmi, australisk sångerska
- Gabriella Dorio, italiensk friidrottare
- Gabriella Fagundez, svensk simmare
- Gabriella Håkansson, svensk författare
- Gabriella Kain, svensk handbollsspelare
- Gabriella Klintred, svensk konstnär och författare
- Gabriela Melinescu, svensk-rumänsk författare
- Gabriela Mistral, chilensk författare och mottagare av Nobelpriset i litteratur 1945
- Gabriella Palm, australisk vattenpolomålvakt
- Gabriella Paruzzi, italiensk längdskidåkare
- Gabriela Pichler, svensk regissör och manusförfattare
- Gabriela Potorac, rumänsk gymnast
- Gabriela Preissová, tjeckisk författare
- Gabriela Sabatini, argentinsk tennisspelare
- Gabriela Silang, filippinsk nationalhjältinna
- Gabriela Soukalová, tjeckisk skidskytt
- Gabriela Stacherová, slovakisk kanotist
- Gabriela Szabó, rumänsk friidrottare
- Gabriella Szabó, ungersk bordtennisspelare
- Gabriella Szabó, ungersk kanotist
- Gabriela Zapolska, polsk författare

## Fiktiva personer med namnet Gabriella/Gabriela
- Gabriella, titelfigur i Emilie Flygare-Carléns roman Rosen på Tistelön från 1842
- Gabriella Einarsdotter, person i ungdomsböckerna om Bert
- Gabriella Montez, rollfigur i High School Musical